# Frontière entre le Monténégro et la Serbie
La frontière entre le Monténégro et la Serbie est la frontière séparant le Monténégro et la Serbie.

## Statut
Il n'y a pas de consensus international sur le statut du Kosovo. Ce dernier s'est séparé de la Serbie en 2008, mais cette dernière ne reconnaît pas cette indépendance et a toujours considéré la région comme une province autonome de son propre territoire.
La frontière s'étend sur une partie de son territoire. Si le Kosovo était reconnu comme indépendant par la communauté internationale, le Monténégro aurait alors une frontière commune avec le Kosovo. Le Monténégro a reconnu l'indépendance du Kosovo le 9 octobre 2008.

## Tracé
Il commence au nord de tripoint des deux États avec Bosnie-Herzégovine et se poursuit dans une direction sud-est au nord de la ville monténégrine de Pljevlja. Au nord de Bijelo Polje, il traverse la rivière Lim, en passant par la ville de Rožaje depuis l'est, pour atteindre les montagnes Mokra Gora. De là, il va vers le sud, déjà en Kosovo, jusqu'au tripoint avec Albanie. Il sépare les municipalités monténégrines de Pljvelja, Bijelo-Polje, Berano, Rosaje des régions de Bačka et Kosovo.
Les principaux axes routiers entre les deux états:
- Pljvelja (Monténégro) - Priboj (Serbie)
- Bijelo-Polje (Monténégro) - Prijapolje (Serbie).
- Ivangrad (Monténégro) - Kosovo.

## Histoire
La frontière a une origine ancienne. Elle a d'abord été établie en vertu du traité du 12 novembre 1913, dans lequel la Serbie-et-Monténégro a établi la division du Sandžak de Novi Pazar. La frontière a survécu jusqu'en 1918, lorsque le Monténégro a été inclus dans le royaume des Serbes, Croates et Slovènes, et en 1929 dans le royaume de Yougoslavie
En 1945, les deux pays seraient des républiques constitutives de la république fédérative socialiste de Yougoslavie. Après la dissolution de la Yougoslavie en 1991 Serbie et Monténégro continua de maintenir la fédération yougoslave jusqu'à 2006 Le Monténégro a proclamé son indépendance.